# São Miguel do Iguaçu
São Miguel do Iguaçu es un municipio brasileño del Estado de Paraná. Su población estimada en 2010 es de 25.755 habitantes.